# Xã Elk River, Quận Clinton, Iowa
Xã Elk River (tiếng Anh: Elk River Township) là một xã thuộc quận Clinton, tiểu bang Iowa, Hoa Kỳ. Năm 2010, dân số của xã này là 761 người.